# Saint-Césaire
Saint-Césaire település Franciaországban, Charente-Maritime megyében. Lakosainak száma 894 fő (2022. január 1.). Saint-Césaire Brizambourg, Chaniers, La Chapelle-des-Pots, Chérac, Écoyeux, Saint-Bris-des-Bois, Saint-Sauvant, Vénérand és Val-de-Cognac községekkel határos.

## Népesség
A település népessége az elmúlt években az alábbi módon változott:
| Lakosok száma | 619  | 830  | 858  | 925  | 918  | 881  | 875  | 894  | 903  | 894  |
|               | 1968 | 1982 | 1990 | 2006 | 2013 | 2015 | 2017 | 2019 | 2020 | 2022 |